# 奥利希夫卡 (别里斯拉夫区)
46°47′37″N 33°11′46″E / 46.79361°N 33.19611°E
奧利希夫卡（羅馬化：Olhivka）是烏克蘭南部赫爾松州贝里斯拉夫区佳亨卡市镇内的村落。始建於1830年，面積26平方公里，海拔高度33米，2001年人口1,266，人口密度每平方公里48.7人。